# Khadidja Benhamou
Khadidja Benhamou, (En arabe : خديجة بنحمو), est une reine de beauté algérienne, couronnée Miss Adrar 2018 et Miss Algérie 2019.

## Biographie
Originaire d’Adrar, elle est hôtesse d’accueil dans un restaurant d’Alger. À la suite de son élection, elle subit des attaques racistes sur les réseaux sociaux de son pays en raison de la couleur de sa peau et de ses cheveux bouclés,.
En réaction à ce racisme anti-noir Khadidja Benhamou réagit : « Que Dieu leur montre le chemin ».